# Ernest Perréal
Ernest Perréal est un homme politique français né le 23 mai 1825 à Béziers (Hérault) et décédé le 27 février 1908 à Colombes (Hauts-de-Seine).

## Biographie
Médecin, il soutient sa thèse en 1852. Installé à Béziers, il s'occupe aussi de littérature et de poésie, et est membre d'académies locales. Opposant à l'Empire, il est maire de Béziers dès le 5 septembre 1870 et le reste jusqu'en 1880, où il est nommé percepteur à Bordeaux, puis à Grenoble. Il est conseiller général de l'Hérault de 1871 à 1901 et sénateur de l'Hérault, inscrit au groupe de la Gauche démocratique, de 1897 à 1906.

## Sources
- « Ernest Perréal », dans le Dictionnaire des parlementaires français (1889-1940), sous la direction de Jean Jolly, PUF, 1960 [détail de l’édition]